# 麒麟 (AV監督)
麒麟（きりん、1981年10月21日 - ）は、日本のAV監督。ごっくんAV（美少女系AV女優がザーメンを飲む作品）の第一人者として知られている。

## 来歴
- 2004年、ワープエンタテインメントに入社[1]。
- 同年、『一撃　AOI.』でAV監督デビュー[3]。
- 2006年、AV監督を一度辞め、1年半、ガス屋をしていた[3]。
- 2008年、ワープエンタテインメントに戻り、AV監督業を再開[3]。
- 2014年、独立して、フリーのAV監督となる[1]。

## 人物
- 新潟県生まれ。
- アイドルが大好きで、恵比寿マスカッツのメンバー全員をごっくん物で制覇したい野望を持っている[3]。
- 好きなAVは、『ザ・カメラテスト』シリーズ（鬼闘光監督作品、アテナ映像）[3][4]。
- 大学4年のとき、アポなしでアテナ映像に飛び込んだが音沙汰無く、バイト先のビデオ屋で客だった汁男優から、沢庵の名刺をもらい、履歴書を持ってワープエンタテインメントに行ったら、早々に採用された[3]。
- 本人によれば、2003年のワープエンタテインメントの採用面接で「黒澤あらら監督を越えるザーメン監督になりたい！」と言った[5]。
- ワープ時代の同期に五右衛門がいる[6]。
- 嵐山みちると仲がいい[3]。
- チェロが弾ける[6]。

## 監督作品
- 『一撃』シリーズ[3]（ワープエンタテインメント、2004～2009年）
- 『ぶっかけテスト』[3]（ワープエンタテインメント、2005年8月15日）
- 『愛あるごっくん』シリーズ（ワープエンタテインメント、2009年、2013年）
- 『こどものくせに...好奇心旺盛な小さい女の子は保健体育で勉強したばかりのセックスで隣のお兄ちゃん(28)の童貞を奪うし濃い精子だって好き嫌いせずにぜんぶ飲む　あいすここあ』[6]（ワープエンタテインメント、2013年11月8日）
- 『ごっくんの女神さま 240分特別版　春原未来』[6]（ワープエンタテインメント、2014年4月11日）
- 『絶対妊娠！ガン反り生チ○ポで孕ませ中出しSEX！』シリーズ（本中、2014年～）
- 『食ザーごっくんバイキング』シリーズ[6][7]（M's video Group、2015年～）
- 『松岡ちな　あなたのおち○ぽミルクを初ごっくん』（SODクリエイト、2015年4月9日）
- 『淫乱痴女ごっくんナース×麻生希』[1]（マキシング、2015年5月16日）
- 『Super Idol Super Shot!! ～カワイイ顔して凄まじい射精へ導くスーパーアイドル～　愛須心亜』[6]（h.m.p、2015年10月2日）
- 『男を凄まじい射精へ導くアイドルの有頂天オ○ンポマッサージ　宇佐美まい』[3]（h.m.p、2015年12月4日）
- 『ごっくん解禁とガチンコ中出し○連発』シリーズ（Fitch、2016年～）
- 『チ●ポ欲しさに昼職抜け出してザーメンもヨダレもマン汁も飲み干しに来た○○』シリーズ（ドリームチケット、2016年～）
- 『○○分ノンストップ1本勝負ガチンコ撮影会』シリーズ（Fitch、2017年～）
- 『ドリームウーマン Vol.99 八木奈々』(2025年1月17日)

## 出演番組

### インターネット番組
- WAAP オフィシャル放送（ニコニコ生放送）[8]
  - 第5回 WAAP オフィシャル放送（2010年1月26日）ゲスト:紗奈
  - 第6回 WAAP オフィシャル放送（2010年2月2日）ゲスト:晶エリー
  - WAAP AV監督座談会「AV監督が世相を斬るよ」vol.1（2010年2月9日）ゲスト:K*WEST
  - 第8回 WAAP オフィシャル放送（2010年2月23日）ゲスト:ジャック天埜
  - ニコ生で麒麟監督緊急現場実況配信！！（2010年3月3日）ゲスト:和葉みれい
  - 第2回 麒麟監督緊急現場実況配信（2010年3月13日）ゲスト:鈴木ミント
  - 第11回 WAAP オフィシャル放送　第3回麒麟監督緊急現場実況配信（2010年3月27日）ゲスト:澪、浅倉彩音 他
  - 第12回 WAAP オフィシャル放送　第4回麒麟監督緊急現場実況配信（2010年4月8日）ゲスト:恵けい
  - 麒麟監督現場潜入 第5弾！（2010年4月27日）ゲスト:澪
  - 次回新人専属女優の撮影現場から、WAAP社員監督・麒麟が実況生放送！（2010年5月22日）ゲスト:WAAP新人専属女優 他
  - ワープ社長ブログで話題の京美人なピアニストのピアノ生演奏！！（2010年5月22日）ゲスト:京美人なピアニスト
  - 麒麟監督現場潜入 第6弾！（2010年6月12日）ゲスト:澪、篠めぐみ
  - 恵けいのイベントに潜入！の巻。（2010年8月8日）
  - WAAP 社員監督麒麟のへべれけ生放送（2010年9月23日）
  - WAAP 社員監督麒麟、次期専属女優「秋吉ひな」撮影現場から潜入生放送（2010年10月4日）
  - WAAP 社員監督麒麟、次期専属女優「片岡まきな」撮影現場から潜入生放送（2010年10月4日）
  - WAAP 現場生中継（2010年10月4日）
  - 早坂あずきを探せ！（2010年10月31日）
  - WAAP 忘年会（2010年12月28日）
  - 第23回 WAAP ニコニコ生放送（2011年1月19日）
  - WAAP 所属のAV監督、麒麟がゲリラで放送するよ～（2011年2月25日）
  - ワープエンタテインメントの社員監督・麒麟の非公式生放送！（2011年6月10日～2012年1月24日）
  - ワープエンタテインメントの社員監督・麒麟の現場から生中継の巻。（2012年1月24日）
  - ワープエンタテインメントっていうAVメーカーで監督やってる麒麟の気まぐれ突発泥酔生放送。（2012年10月29日～2013年12月11日）

## イベント
- 第4回 勃-1 グランプリ[2][9]（2016年4月14日、ロフトプラスワン）
- 第5回 勃-1 グランプリ[10]（2016年9月2日、ロフトプラスワン）